# Sucre
För andra betydelser, se Sucre (olika betydelser).
Sucre är den konstitutionella och historiska huvudstaden i Bolivia. Den har en beräknad folkmängd av 274 546 invånare (2009) och är även huvudstad i departementet Chuquisaca. Den ligger i södra delen av landets centrala del på en höjd av 2 800 meter. Historiskt har staden även kallats Charcas, La Plata och Chuquisaca, vilket gör att staden ibland lyder under smeknamnet "la Ciudad de Cuatro Nombres" (staden med fyra namn).
Staden grundades den 30 november 1538 under namnet Ciudad de la Plata de la Nueva Toledo av Pedro de Anzures. 1559 etablerade Filip II av Spanien Audiencia de Charcas i La Plata med auktoritet över ett område som täcker det som idag är Paraguay, sydöstra Peru, norra Chile och Argentina, och mycket av dagens Bolivia. 1609 etablerades ett ärkebiskopssäte i staden, och 1624 grundades stadens universitet.
Staden är en typisk spansk kolonialstad, med smala planerade gator, efter andalusisk modell. Den andalusiska kulturen har också spelat in i stadens arkitektur.
Fram till 1700-talet var La Plata regionens rättsliga, kulturella och religiösa centrum. 1839, när staden blev Bolivias huvudstad, döptes den om efter revolutionsledaren Antonio José de Sucre. På grund av ekonomisk tillbakagång flyttades dock huvudstaden till La Paz 1898. 1991 blev Sucre ett världsarv.